# Wife acceptance factor
Wife Acceptance Factor, Wife Approval Factor, eller Wife Appeal Factor (WAF), är designegenskaper som ökar sannolikheten att en gift kvinna accepterar inköp av dyra hemelektronikprodukter såsom Hi-fi-högtalare, hemmabio-system och persondatorer. Stil, kompakthet, diskreta former och attraktiva färger betraktas vanligen som WAF.
Terminologin är en skämtsam anspelning på jargong inom elektronik såsom "formfaktor" och "effektfaktor" och kommer från att män generellt är mer predisponerade att uppskatta prylar och prestandafaktorer medan kvinnor måste övertalas med visuella och estetiska faktorer.
WAF är också känt som "Woman Acceptance Factor", "Woman Approval Factor", eller "Woman Appeal Factor" för att täcka in även ogifta heterosexuella par. Redan så tidigt som 1988, föreslogs termen "Spouse Acceptance Factor" (SAF) som en enhetlig och jämlik term som är tillämpbar på både heterosexuella och homosexuella par. Till exempel, Neil Cherry's bok Linux Smart Home for Dummies använder både "Spouse Approval Factor" och "Spouse Acceptance Factor" eftersom det inte specificerar könstillhörigheten hos läsaren. Cherrys åsikt, att medan SAF "sounds like a joke, it isn't." fortsätter han att förklara att personer av vilket kön som helst kan anse det viktigt att hålla hemmet så fridfullt som möjligt genom att hänge sig åt sitt intresse i Linux-baserad elektronik såsom X10-enheter för hemautomation. Emellertid skrev Jen Haberkorn i The Washington Times att termen "wife acceptance factor" är den mest vanliga, givet att män vanligtvis är mer intresserade av elektronik än sina fruar. Hustrun styr 88 procent av elektronikinköpen genom sitt indirekta inflytande eller direkt genom att göra inköpet själv, enligt en studie från Consumer Electronics Association (CEA).